# Gorzów Śląski
Gorzów Śląski (Gorzów Śląskiⓘ; antes, Gorzowo, em alemão: Landsberg) é um município no sudoeste da Polônia, localizado na voivodia de Opole, no condado de Olesno e é a sede da comuna urbano-rural de Gorzów Śląski. O rio Prosna passa por ele. Historicamente, está localizado na Alta Silésia.
Gorzów Śląski recebeu o foral de cidade em 1274. Nos anos 1975–1998, a cidade pertencia administrativamente à voivodia de Częstochowa.
Estende-se por uma área de 18,5 km², com 2 413 habitantes, segundo o censo de 31 de dezembro de 2024, com uma densidade populacional de 131 hab./km².

## Localização
A cidade está localizada na parte nordeste da voivodia de Opole, no condado de Olesno, na fronteira com a voivodia de Łódź. Faz fronteira com as comunas de Łubnice e Skomlin no norte, com a comuna de Olesno no sul, com as comunas de Praszka, Rudniki e Radłów no leste e com as comunas de Kluczbork e Byczyna no oeste.

## Toponímia

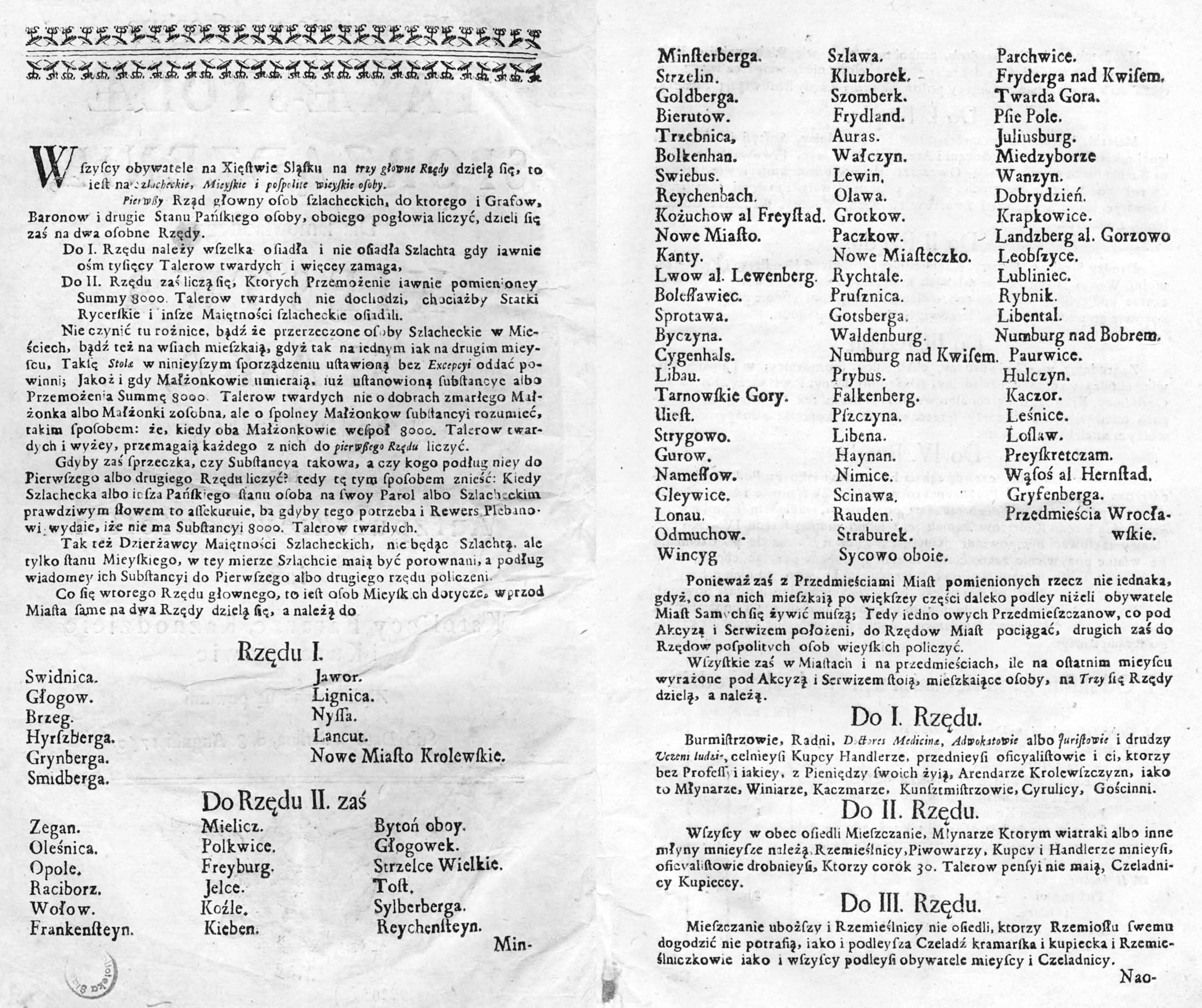
Nome alemão Landsberg e polonês Gorzowo, entre outros nomes de cidades da Silésia no documento oficial prussiano de 1750 emitido em polonês em Berlim

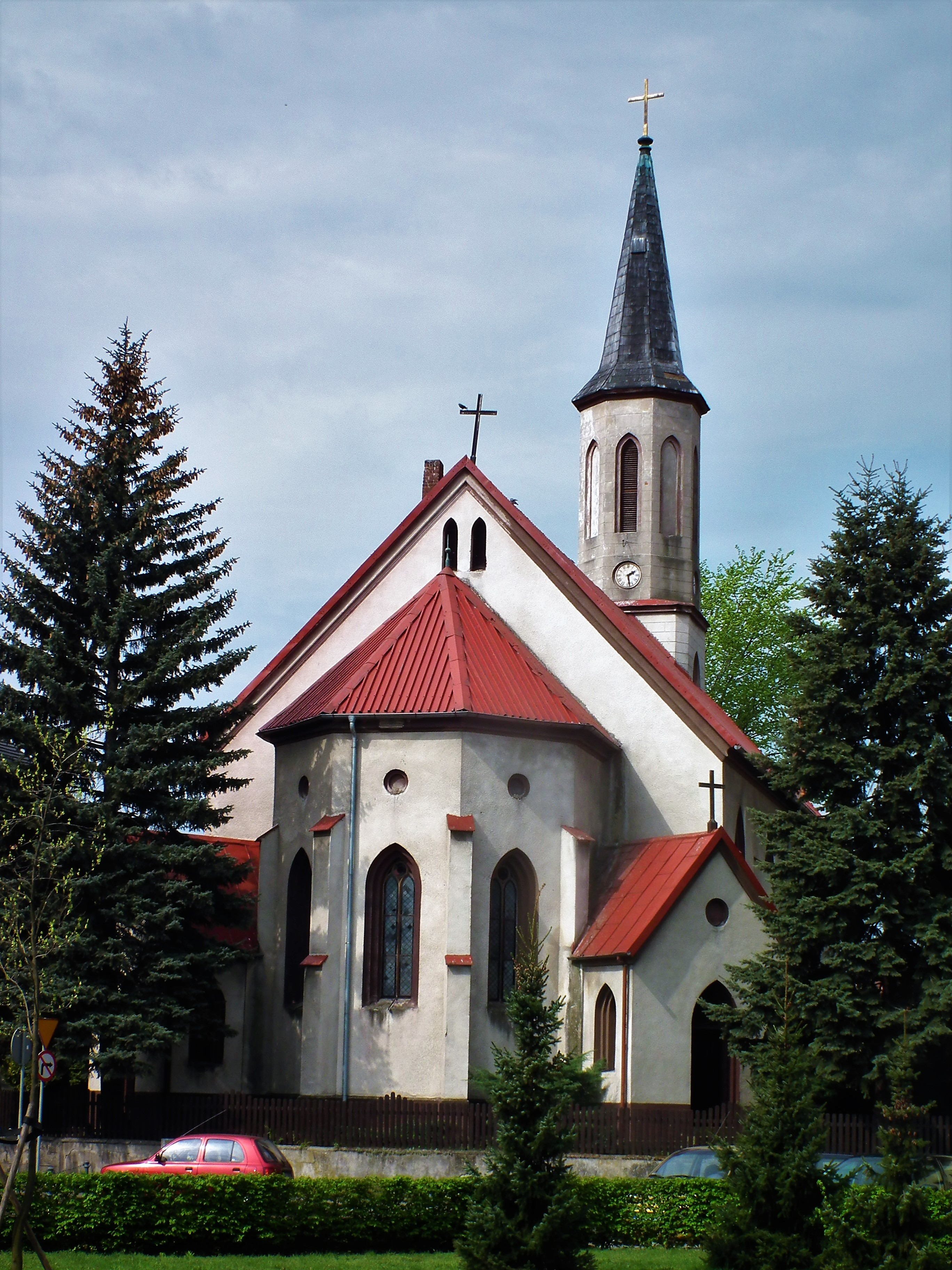
Igreja Evangélica-Augsburg da Cruz de Jesus

Na crônica latina de Liber fundationis episcopatus Vratislaviensis (Livro da fundação do episcopado de Breslávia), escrita durante o reinado do bispo Henrique de Wierzbno nos anos 1295–1305, a cidade foi registrada como Landisberg. A crônica também menciona as partes ou distritos atuais absorvidos pela cidade nos processos de urbanização: Lesznicz, atualmente Leśnik, Gorczow, atual Szczotki, Zarziche e Wenczkowicze, atual Więckowice.
Os primeiros registros são de 1241; 1294 como “Landesberch stat unde hus”. Em 1613, o regionalista e historiador da Silésia Mikołaj Henel, de Prudnik, mencionou a cidade em seu trabalho sobre a geografia da Silésia intitulado Silesiographia dando seu nome em latim: Gortzoba Na obra de Matthäus Merian "Topographia Bohemiae, Moraviae et Silesiae" de 1650, a cidade é mencionada sob o nome de Gorzów. Em 1750, o nome polonês Gorzowo e o nome alemão Landsberg foram mencionados em polonês por Frederico II, entre outras cidades da Silésia, em uma ordem oficial emitida para os habitantes da Silésia.
Na lista alfabética de cidades da Silésia, publicada em 1830 em Breslávia por Johann Knie, a cidade aparece sob o nome alemão de Landsberg e o nome polonês Gorzow. Uma descrição estatística da Prússia de 1837 está registrada em “Landsberg (polonês Gorzow)”. O nome polonês de Gorzów e o nome alemão Landsberg no livro “Um breve esboço da geografia da Silésia para a ciência inicial”, publicado em Głogówek em 1847, foram mencionados pelo escritor silesiano Józef Lompa.
O livro topográfico da Alta Silésia de 1865 menciona a cidade sob três nomes: polonês, Gorzów, alemão, Landsberg e latim Landsbergia. O dicionário geográfico do Reino da Polônia publicado no final do século XIX menciona dois topônimos - Landsberg e Gorzów.
O nome polonês latinizado da cidade já foi colocado no brasão da cidade: “Auf alten Stadtwappen findet man die Inschrift: civitatis gorzoviensis”.

## História

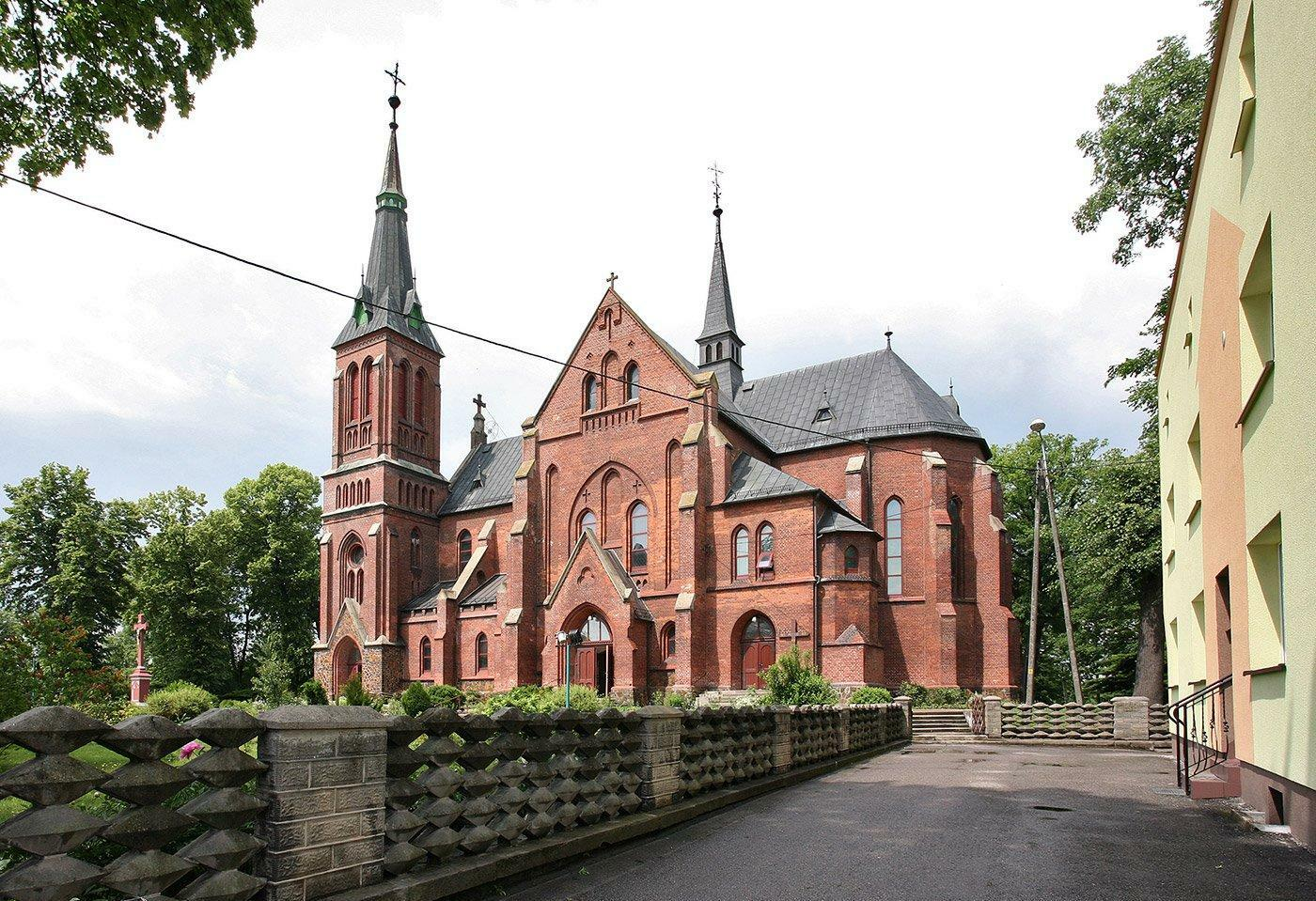
Igreja católica da Santíssima Trindade

O livro topográfico da Alta Silésia de 1865 observa que as línguas faladas na cidade são o polonês e o alemão — “Es wird polnisch und deutsch gesprochen”. No plebiscito da Alta Silésia em 20 de março de 1921, 90,5% dos eleitores votaram pela permanência da cidade na Alemanha e 9,5% pela adesão à Polônia. Em 20 de janeiro de 1945, a cidade foi ocupada pelo exército soviético e incorporada à Polônia.

## Demografia
Conforme os dados do Escritório Central de Estatística da Polônia (GUS) de 31 de dezembro de 2024, Gorzów Śląski é uma cidade muito pequena com uma população de 2 413 habitantes (33.º lugar na voivodia de Opole e 805.º na Polônia), tem uma área de 18,5 km² (15.º lugar na voivodia de Opole e 339.º lugar na Polônia) e uma densidade populacional de 131 hab./km² (33.º lugar na voivodia de Opole e 941.º lugar na Polônia). Nos anos 2002-2024, o número de habitantes diminuiu 8,7%.
Os habitantes de Gorzów Śląski constituem cerca de 3,95% da população do condado de Olesno, constituindo 0,26% da população da voivodia de Opole.
| Descrição                         | Total      | Total    | Mulheres   | Mulheres | Homens     | Homens   |
| --------------------------------- | ---------- | -------- | ---------- | -------- | ---------- | -------- |
| unidade                           | habitantes | %        | habitantes | %        | habitantes | %        |
| população                         | 2 413      | 100      | 1 253      | 51,9     | 1 160      | 48,1     |
| superfície                        | 18,5 km²   | 18,5 km² | 18,5 km²   | 18,5 km² | 18,5 km²   | 18,5 km² |
| densidade populacional (hab./km²) | 131        | 131      | 68,0       | 68,0     | 63,0       | 63,0     |

## Monumentos históricos

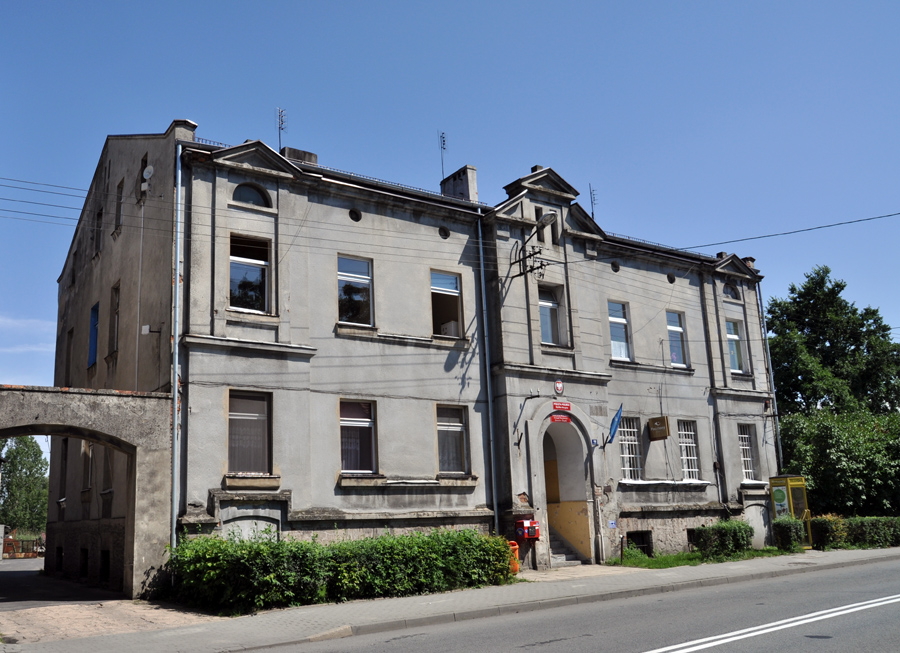
Edifício dos correios

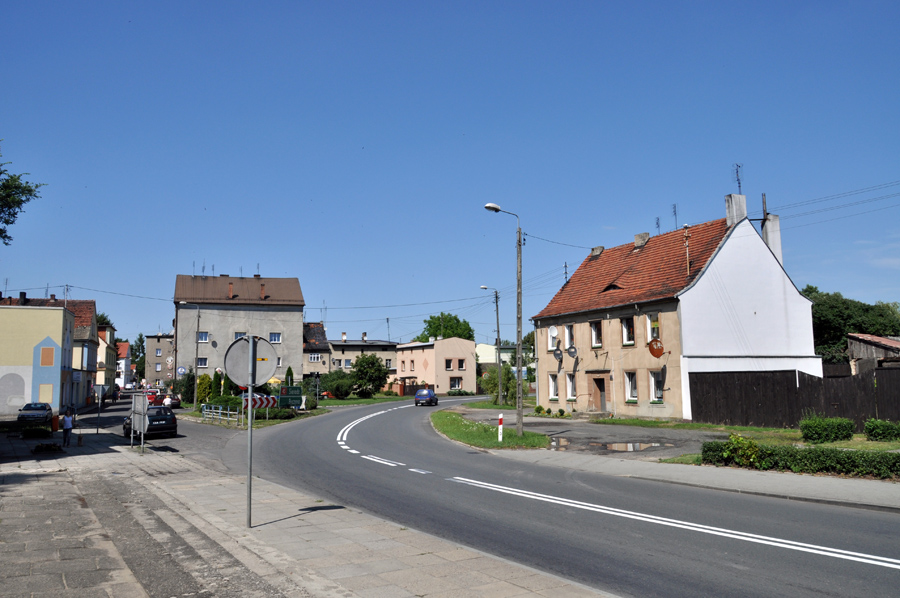
Trecho comum das estradas nacionais 42 e 45

Estão inscritos no registro provincial de monumentos:
- Mansão, rua Złota 1, meados do século XVIII
- Inspetoria florestal, rua Byczyńska 9, antiga Zawadzkiego
- Pousada, rua Byczyńska 12, antiga Zawadzkiego 10
- Casas, na praça principal 1, 2, 9, 10, 11, 18, 19 (as casas de n.º 9 a 19 não existem)

Outros monumentos:
- Cemitério judeu
- Igreja Católica de Santíssima Trindade do final do século XIX, pertencente à diocese de Opole
- Igreja evangélica de 1855 a 1857

## Transportes
Gorzów Śląski é atravessada por um trecho conjunto de duas estradas nacionais e uma estrada provincial:
- Złoczew — Wieluń — Gorzów Śląski — Opole — Racibórz
- Namysłów — Kluczbork — Gorzów Śląski — Praszka — Radomsko — Starachowice
- Byczyna — Gorzów Śląski — Olesno

O desvio de Gorzów Śląski ao longo da estrada nacional n.º 45 foi construído entre 2019 e 2022, e faz parte do desvio de Praszka. Ele contorna a cidade pelo norte com um número limitado de cruzamentos na forma de rotatórias. O desvio foi inaugurado em 25 de abril de 2023.
A linha ferroviária Praszka — Olesno passava por Gorzów Śląski.